# Speech of silence
Speech of silence 甜言蜜語 is een Hongkongse TVB-serie uit 2008. De serie werd van november 2007 tot februari 2008 gemaakt. Het beginlied van de serie Chan kok/直覺 is gezongen door Joyce Cheng.
Het verhaal gaat over een familie die een bedrijf heeft dat films nasynchroniseert en een meisje (Kate Tsui) dat steeds dover wordt. Na een val wordt ze helemaal doof. Ze doet alsof ze kan horen om haar vriend (Kenneth Ma) niet ongerust te maken. Op datzelfde moment is een vrouw verliefd op de man.

## Rolverdeling
- Kate Tsui als Tong Tong 唐棠
- Kenneth Ma als Leung Kai Yin 梁啟言
- Claire Yiu als Yuen Siu Na 袁少娜
- Elaine Yiu als Chai Ka Yi 齊家怡 (Kary)
- Stephen Huynh als Cheung Tsun 張俊 (Herbert)
- Chris Lai als Cheung Yau 張友
- Stephen Wong Ka Lok als Chai Ka On 齊家安
- Matthew Ko als Chung Ying Hung 鍾英雄 (Wilson)
- Queenie Chu als Chiu Man Ki 趙汶琪 (Kiki)
- Kingdom Yuen als Leung Lai Yu
- Yu Yeung als Ko Ming
- Lau Dan als Leung Kam Boh
- Mary Hon